# Albert Claude
Albert Claude (Longlier, Bélgica, 24 de agosto de 1899 — Bruxelas, 22 de maio de 1983) foi um biólogo belga.
Foi agraciado com o Nobel de Fisiologia ou Medicina de 1974, pela descoberta de estruturas e funções celulares.

## Formação
Filho de Glaudice Watriquant, que faleceu quando o mesmo tinha somente sete anos. Viu na medicina uma forma de entender o significado da vida e da origem das doenças (segundo palavras do próprio Claude, citado na sua autobiografia). Diplomou-se na Universidade de Liège, Bélgica. Em 1928/29 ingressou no laboratório de cultivo de tecidos do Professor Albert Fischer. Em 1929 juntou-se ao Universidade Rockefeller, e foi aí que tiveram início as suas pesquisas.

## Pesquisa
Em 1929 ele utilizou o microscópio eletrônico para entender a estrutura e funções celulares, nestas pesquisa identificou o retículo endoplasmático e descobriu a função da mitocôndria (respiração celular). Também desenvolveu métodos para separar diferentes componentes celulares, através de suas densidades, após centrifugação. Foram estas contribuições que o levaram a receber o Nobel de Fisiologia ou Medicina de 1974, dividindo o prêmio com seus estudantes George Emil Palade e Christian de Duve.

## Títulos honorários
- Diretor emérito do Instituto Jules Bordet para pesquisa e tratamento de câncer;
- Professor emérito da Faculdade de Medicina na Universidade de Bruxelas;
- Professor da Universidade Rockefeller e da Universidade Católica da Louvain na Bélgica;
- Diretor do laboratório de biologia celular e cancerologia da Universidade Católica de Louvain, Bélgica.